# 79-я гвардейская танковая дивизия
79-я гвардейская танковая дивизия — воинское соединение Сухопутных войск Советской армии в послевоенный период.
Условное наименование — войсковая часть № 58950 (в/ч 58950). Сокращённое наименование — 79 гв. тд.
Дислоцировалась в г. Йена, Зальфельд, Веймар, Рудольштадт (земля Тюрингия, ГДР). На конец 1980-х гг. находилась в составе 8-й гвардейской армии Западной группы войск.

## Полное действительное наименование
79-я гвардейская танковая Запорожская ордена Ленина Краснознамённая, орденов Суворова и Богдана Хмельницкого дивизия

## История

### Боевой путь
- Сформирована в декабре 1941 года в Томске как 443-я стрелковая дивизия 2-го формирования из призывников Томского района и выздоравливающих бойцов томских госпиталей
- В январе 1942 года переименована в 284-ю стрелковую дивизию

- В составе войск Брянского фронта в июле — августе вела оборонительные бои на воронежском направлении.

- За боевые заслуги преобразована в 79-ю гвардейскую стрелковую дивизию (1 марта 1943 года).
- Удостоена почётного наименования «Запорожская» (окт. 1943), награждена орденами Ленина, Красного Знамени, Суворова 2-й степени, Богдана Хмельницкого 2-й степени; около 11 тысяч её воинов награждены орденами и медалями, 19 присвоено звание Героя Советского Союза.

### После войны
Дивизия завершила войну Берлинской операцией в составе 8-й гвардейской армии.
С 9 июня 1945 года — 20-я гвардейская механизированная Запорожская ордена Ленина Краснознамённая орденов Суворова и Богдана Хмельницкого дивизия 8-й гвардейской ордена Ленина армии Группы Советских Оккупационных Войск в Германии. Йена

Основные части дивизии:

- 216-й гвардейский стрелковый полк стал 65-м гвардейским механизированным полком;
- 220-й гвардейский стрелковый полк стал 66-м гвардейским механизированным полком ;
- 227-й гвардейский стрелковый полк стал 67-м гвардейским механизированным полком;
- 17-й гвардейский танковый полк (из состава расформированной 1-й гвардейской танковой дивизии);
- 68-й тяжёлый танкосамоходный полк (68-я танковая бригада из состава расформированной 69-й армии);
- 172-й гвардейский артиллерийский полк.

В 1957 году переформировывается в 27-ю гвардейскую танковую дивизию.

Основные части дивизии:

- 17-й гвардейский танковый полк;
- 45-й гвардейский танковый полк (из состава 11 гвардейской танковой дивизии 1 гв. ТА);
- 68-й тяжёлый танко-самоходный полк преобразован в 211 танковый полк;
- 67-й гвардейский механизированный полк преобразован в 247 гвардейский мотострелковый полк.
- 172-й гвардейский артиллерийский полк.

В декабре 1963 года в состав дивизии передан 172-й гвардейский мотострелковый полк (из состава 57 -й гвардейской мотострелковой дивизии).
В мае 1965 года 172-й гвардейский мотострелковый полк был передан в состав 39-й гвардейской мотострелковой дивизии.
В 1965 году в целях сохранения боевых традиций и в честь 20-летия Победы в Великой Отечественной войне, дивизии была возвращена нумерация времён Великой Отечественной войны и она стала именоваться 79-я гвардейская танковая Запорожская ордена Ленина Краснознамённая орденов Суворова и Богдана Хмельницкого дивизия
Постановлением Верховного Совета СССР от 13.12.1972 за успехи в боевой подготовке и выполнение учебно-боевых задач дивизия награждена юбилейным Почётным Знаком ЦК КПСС, Президиума Верховного Совета СССР, Совета Министров СССР и ВЦСПС «50 лет СССР» и благодарственной грамотой Совета Министров СССР.
В 1974 году в связи с 30-летием освобождения Украины дивизия награждена юбилейной памятной медалью.
В 1992 году выведена в г. Самарканд (Узбекистан) и расформирована.

## Командование
- Остроумов, Сергей Александрович (15.12.1941 — 26.02.1942), комбриг
- Батюк, Николай Филиппович (27.02.1942 — 28.07.1943), генерал-майор[4].
- Вагин, Леонид Иванович (29.07.1943 — 03.02.1945), полковник, с 17.11.1943 генерал-майор
- Семченков, Иван Васильевич (04.02.1945 — 19.03.1945), полковник
- Герасименко, Степан Иванович (20.03.1945 — 26.04.1945), полковник
- Станкевский, Дмитрий Иванович (27.04.1945 — 09.05.1945), генерал-майор
- Вагин, Леонид Иванович (июль 1945 — февраль 1948), гвардии генерал-майор

## Состав
На начало 1991 года в её составе находились:
- Управление дивизии — Йена, вч пп 58950.
- 17-й гвардейский танковый Орловский ордена Ленина, Краснознамённый, ордена Суворова полк (Заальфельд)[~ 1]

93 Т-80, 54 БМП (18 БМП-2, 34 БМП-1, 2 БРМ-1К), 1 БТР-60, 18 2С1, 6 2С12, 3 БМП-1КШ
- 45-й гвардейский танковый Гусятинский ордена Ленина, Краснознамённый, орденов Суворова и Богдана Хмельницкого полк (Веймар)[~ 2]

97 Т-80, 56 БМП (26 БМП-2, 28 БМП-1, 2 БРМ-1К), 5 БТР-60, 18 Д-30, 6 2С12, 3 БМП-1КШ
- 211-й танковый Калинковичский Краснознамённый, орденов Суворова, Кутузова и Богдана Хмельницкого полк (Иена)[~ 3]

95 Т-80, 56 БМП (24 БМП-2, 30 БМП-1, 2 БРМ-1К), 1 БТР-60, 18 Д-30, 6 2С12, 3 БМП-1КШ
- 247-й гвардейский мотострелковый Лодзинский Краснознамённый, орденов Суворова и Кутузова полк (Веймар)[~ 4][~ 5]

31 Т-80, 87 БМП (46 БМП-2, 39 БМП-1, 2 БРМ-1К), 18 2С1, 12 2С12, 5 БМП-1КШ
- 172-й гвардейский самоходный артиллерийский Берлинский Краснознамённый полк (Рудольштадт) (36 2С3, 18 «Град»)
- 1075-й зенитный ракетный ордена Богдана Хмельницкого полк (Веймар)
- 10-й отдельный гвардейский разведывательный Гданьский орденов Суворова и Александра Невского батальон (Рудольштадт) (6 Т-80, 17 БМП (10 БМ-1, 7 БРМ-1К), 5 БТР-60)
- 110-й отдельный гвардейский батальон связи (Иена — Родиген)
- 88-й отдельный инженерно-сапёрный батальон (Иена)
- 536-й отдельный батальон химзащиты (Иена)
- 1079-й отдельный батальон материального обеспечения (Иена)
- 66-й отдельный ремонтно-восстановительный батальон (Иена)
- 83-й отдельный медико-санитарный батальон (Иена).[1]

Всего: 322 танков Т-80, 270 БМП (114 БМП-2, 141 БМП-1, 15 БРМ-1К), 18 БТР-60, 72 САУ (36 2С1, 36 2С3), 36 Д-30, 30 миномёта 2С12, 18 РСЗО Град.

## Отличившиеся воины
- Шуклин, Илья Захарович — командир батареи 820-го артиллерийского полка. Приказом Министра Обороны СССР И. З. Шуклин зачислен навечно в списки 172 гвардейского самоходного артиллерийского полка дивизии.
- В. Г. Зайцев — снайпер, участник обороны Сталинграда, ему принадлежат слова «За Волгой земли для нас нет»[6]
- ст. лейтенант Н. И. Масалов — во время боёв в Берлине вынес из-под обстрела, закрыв собой, немецкую девочку, послужив прообразом монумента воину-освободителю в Трептов-парке.
- отличившиеся воины 79 гвардейской стрелковой дивизии — 19 Героев Советского Союза и 16 кавалеров ордена Славы 3-х степеней (статья Википедии: 79-я гвардейская стрелковая дивизия);
- отличившиеся воины 17 гвардейского танкового полка — 4 Героя Советского Союза (статья Википедии: 1-й гвардейский танковый корпус);
- отличившиеся воины 45 гвардейского танкового полка — 11 Героев Советского Союза (статья Википедии: 11-й гвардейский танковый корпус);
- отличившиеся воины 211 танкового полка — 68-я танковая бригада.

## Память
- У́лица имени 79-й Гварде́йской Диви́зии находится в Октябрьском и Ленинском районах г. Томска.
- музей боевой славы при школе № 34 г. Томска.